# 다비트 지마
다비트 지마(체코어: David Zima, 2000년 11월 8일~)는 체코의 축구 선수이다. 1. 체스카 포트발로바 리가의 슬라비아 프라하와 체코 축구 국가대표팀에서 수비수로 활동하고 있다.

## 구단 경력
2020년 2월 1일, 시그마 올로모우츠에서 임대되어 슬라비아 프라하에 합류했다.
2021년 8월 31일, 500만 유로의 이적료로 세리에 A 구단 토리노 FC로 이적했으며, 첫 시즌에 리그 경기 20경기에 출전해 구단이 10위를 차지하는 데 기여했다.
2023년 1월 말에 그는 반월판 부상을 당했고, 이로 인해 시즌이 끝날 때까지 경기에 나서지 못하며 2022-23 시즌 총 11경기에 출전해 1골을 기록했다.

## 국가대표팀 경력
2021년 3월 24일, 에스토니아와의 월드컵 예선전 에서 체코 A대표팀 데뷔전을 치렀다.